# 青海田鼠
青海田鼠（学名：[Microtus fuscus] 错误：{{Lang}}：文本有斜体标记（帮助））为仓鼠科田鼠属的动物。在中国大陆，分布于青海（东南部）等地，常见于沼泽草甸、草原。该物种的模式产地在西藏当曲河°N,93°E,E.Tibet)。
本种最初被视为 Microtus strauchi 的变种，之后又被视为白尾松田鼠（Microtus leucurus）的一个亚种或同物异名。1980年中国学者将其归入毛足田鼠属（Lasiopodomys）。21世纪10年代，学者根据线粒体基因构建的系统发育树显示，本种应归入松田鼠属（Neodon）。